# Quốc huy Lào
Quốc huy Cộng hòa Dân chủ Nhân dân Lào hiện nay có dạng hình tròn, viền ngoài bởi hai bó lúa và dải đỏ quấn quanh quốc huy, tượng trưng nước Lào vẫn là một nước nông nghiệp. Phía bên trong là các biểu tượng của Lào như ngọn tháp Thạt Luổng, đập nước Nậm Ngừm. Ngoài ra, còn có hình ảnh của một kên thủy lợi, con đường trải nhựa, cánh đồng ruộng vuông vắn và biểu tượng rừng già, tượng trưng cho nguồn tài nguyên thiên nhiên, rừng và nước phong phú của đất nước Lào.
Phía dưới quốc huy có biểu tượng nửa bánh răng tượng trưng cho công nhân. Trên dải đỏ, có viết ສັນຕິພາບ ເອກະລາດ ປະຊາທິປະໄຕ ("Hòa bình, Độc lập, Dân chủ") ở phía bên trái và ເອກະພາບ ວັດຖະນາຖາວອນ ("Thống nhất, Thịnh vượng") ở phía bên phải. Phía dưới là dòng chữ ສາທາລະນະລັດ ປະຊາທິປະໄຕ ປະຊາຊົນລາວ ("Cộng hòa Dân chủ Nhân dân Lào").

## Quốc huy Lào 1975-1991
Quốc huy ban đầu của Cộng hòa Dân chủ Nhân dân Lào có hình dạng gần tương tự như quốc huy Lào hiện nay. Tuy nhiên, với Hiến pháp năm 1991, quốc huy cũ được sửa đổi đôi chút, thay biểu tượng ngôi sao đỏ và biểu tượng búa liềm bằng biểu tượng tháp Thạt Luổng để có hình dạng như Hiến pháp Lào quy định:
| “                                               | Quốc huy của nước Cộng hòa Dân chủ Nhân dân Lào là một vòng tròn mô tả ở phần dưới bằng 1/2 bánh xe răng cưa và ruy băng màu đỏ với dòng chữ "Cộng hòa Dân chủ Nhân dân Lào", có biểu tượng bó lúa chín ở hai bên và dải ruy băng màu đỏ mang dòng chữ "Hòa bình, Độc lập, Dân chủ, Thống nhất, Thịnh vượng". Ở giữa là biểu tượng tháp Thạt Luổng nằm giữa vùng khuyên của các bó lúa. Các biểu tượng khác là một con đường, một cánh đồng lúa, rừng và một con đập thủy điện được mô tả ở giữa của vòng tròn. | ” |
| — Hiến pháp Cộng hòa Dân chủ Nhân dân Lào, § 90 | |   |

## Các quốc huy trong lịch sử

Quốc huy Vương quốc Lào (1949 - 1975)
Quốc huy Cộng hòa Nhân dân Lào (1975-1991)
Quốc huy Cộng hòa Dân chủ Nhân dân Lào (1991-nay)